# Cmp (Unix)
cmp là một tiện ích sử dụng giao diện dòng lệnh của Unix hay hệ điều hành giống Unix. Chương trình so sánh hai tập tin và xuất kết quả ra thiết bị đầu ra chuẩn. Mặc định, cmp không có thông báo gì nếu các tập tin giống nhau, nếu khác nhau thì hiện ra số dòng nơi đầu tiên mà hai tập tin có dữ liệu khác biệt.

## Tham số tùy chọn
Dưới đây liệt kê các tùy chọn của phiên bản GNU cmp:
-b, --print-bytesXuất ra các bytes khác nhau.
-i SKIP, --ignore-initial=SKIPBỏ qua byte SKIP đầu tiên từ đầu vào.
-i SKIP1:SKIP2, --ignore-initial=SKIP1:SKIP2Bỏ qua byte SKIP1 đầu tiên từ FILE1 và byte SKIP2 đầu tiên từ FILE2.
-l, --verboseXuất ra số byte và giá trị các byte khác nhau.
-n LIMIT, --bytes=LIMITSo sánh nhiều nhất LIMIT bytes.
-s, --quiet, --silentKhông xuất ra gì, chỉ cho giá trị trả về.
-v, --versionXuất ra thông tin phiên bản.
--helpXuất ra thông tin trợ giúp.

## Giá trị trả về
- 0 - các tập tin giống nhau
- 1 - các tập tin là khác nhau
- 2 - tập tin không thể truy cập hoặc thiếu tham số